# Lijst van voorzitters van de Landdag (Hongarije)
Dit is een lijst van voorzitters van de Hongaarse Landdag, het eenkamerige parlement van Hongarije. Na de Eerste Wereldoorlog en de val van de Hongaarse Radenrepubliek, werd ten tijde van de Hongaarse Republiek (1919-1920) het tweekamerstelsel afgeschaft. In de plaats was er voortaan slechts één kamer: de Landdag (Országgyülés). Van 1927 tot 1945 kende het Hongaarse parlement opnieuw een tweekamerstelsel. Na de Tweede Wereldoorlog werd het eenkamerstelsel echter opnieuw ingevoerd.

## Interbellum
 Partij van Christelijke Nationale Eenheid

 OKGFP

 Eenheidspartij

| Nr. | Voorzitter     | Voorzitter                   | Ambtstermijn     | Ambtstermijn     | Partij                                    | Partij |
| --- | -------------- | ---------------------------- | ---------------- | ---------------- | ----------------------------------------- | ------ |
| 1   |                | István Rakovszky (1858–1931) | 18 februari 1920 | 30 juli 1921     | Partij van Christelijke Nationale Eenheid |        |
| 2   |                | Gaszton Gaál (1868–1932)     | 12 augustus 1921 | 16 augustus 1922 | Partij van Kleine Boeren en Landarbeiders |        |
| (2) | Eenheidspartij | Gaszton Gaál (1868–1932)     | 12 augustus 1921 | 16 augustus 1922 |                                           |        |
| 3   |                | Béla Scitovszky (1878–1959)  | 18 augustus 1922 | 18 oktober 1926  | Eenheidspartij                            |        |
| 4   |                | Tibor Zsitvay (1884–1969)    | 19 oktober 1926  | 28 januari 1927  | Eenheidspartij                            |        |

In 1927 werd het Hongaarse eenkamerparlement opnieuw opgesplitst in twee kamers: het Huis van Afgevaardigden als lagerhuis en het Magnatenhuis als hogerhuis. Voor de parlementsvoorzitters vanaf januari 1927, zie:
- Lijst van voorzitters van het Huis van Afgevaardigden (Hongarije)
- Lijst van voorzitters van het Magnatenhuis

## Voorlopige Landdag
 FKGP

 onafhankelijk 

| Nr. | Voorzitter | Voorzitter                             | Ambtstermijn     | Ambtstermijn     | Partij         | Partij |
| --- | ---------- | -------------------------------------- | ---------------- | ---------------- | -------------- | ------ |
| -   |            | István Vásáry (1887–1955) (waarnemend) | 21 december 1944 | 21 december 1944 | FKGP           |        |
| 1   |            | Béla Zsedényi (1894–1955)              | 21 december 1944 | 29 november 1945 | onafhankelijke |        |

## Na-oorlogs Hongarije
 FKGP

 MKP - MDP - MSzMP 

 MSzP 

| Nr.  | Voorzitter | Voorzitter                        | Ambtstermijn      | Ambtstermijn     | Partij | Partij |
| ---- | ---------- | --------------------------------- | ----------------- | ---------------- | ------ | ------ |
| 5    |            | Ferenc Nagy (1903–1979)           | 29 november 1945  | 5 februari 1946  | FKGP   |        |
| 6    |            | Béla Varga (1903–1995)            | 7 februari 1946   | 3 juli 1947      | FKGP   |        |
| 7    |            | Árpád Szabó (1878–1948)           | 4 juli 1947       | 31 juli 1947     | FKGP   |        |
| 8    |            | Imre Nagy (1896–1958)             | 16 September 1947 | 8 June 1949      | MKP    |        |
| (8)  | MDP        | Imre Nagy (1896–1958)             | 16 September 1947 | 8 June 1949      |        |        |
| 9    |            | Károly Olt (1904–1985)            | 8 juni 1949       | 23 augustus 1949 | MSzMP  |        |
| 10   |            | Lajos Drahos (1895–1983)          | 23 augustus 1949  | 18 mei 1951      | MDP    |        |
| 11   |            | Imre Dögei (1912–1964)            | 18 mei 1951       | 14 augustus 1952 | MDP    |        |
| 12   |            | Sándor Rónai (1892–1965)          | 14 augustus 1952  | 21 maart 1963    | MDP    |        |
| (12) | MSzMP      | Sándor Rónai (1892–1965)          | 14 augustus 1952  | 21 maart 1963    |        |        |
| 13   |            | Erzsébet Metzker Vass (1895–1983) | 21 maart 1963     | 14 april 1967    | MSzMP  |        |
| 14   |            | Gyula Kállai (1910–1996)          | 14 april 1967     | 12 mei 1971      | MSzMP  |        |
| 15   |            | Antal Apró (1913–1994)            | 12 mei 1971       | 19 december 1984 | MSzMP  |        |
| 16   |            | István Sarlós (1921–2006)         | 19 december 1984  | 29 juni 1988     | MSzMP  |        |
| 17   |            | István Stadinger (°1927)          | 29 juni 1988      | 10 maart 1989    | MSzMP  |        |
| 18   |            | Mátyás Szűrös (°1933)             | 10 maart 1989     | 2 mei 1990       | MSzMP  |        |
| (18) | MSzP       | Mátyás Szűrös (°1933)             | 10 maart 1989     | 2 mei 1990       |        |        |

## Na het communisme
 onafhankelijk

 SzDSz

 MDF 

 MSzP 

 Fidesz 

| Nr. | Voorzitter | Voorzitter                        | Ambtstermijn      | Ambtstermijn      | Partij        | Partij |
| --- | ---------- | --------------------------------- | ----------------- | ----------------- | ------------- | ------ |
| -   |            | István Fodor (°1945) (waarnemend) | 23 oktober 1989   | 2 mei 1990        | onafhankelijk |        |
| 19  |            | Árpád Göncz (1922–2015)           | 2 mei 1990        | 3 augustus 1990   | SzDSz         |        |
| 20  |            | György Szabad (1924–2015)         | 3 augustus 1990   | 27 juni 1994      | MDF           |        |
| 21  |            | Zoltán Gál (°1940)                | 28 juni 1994      | 17 juni 1998      | MSzP          |        |
| 22  |            | János Áder (°1959)                | 18 juni 1998      | 14 mei 2002       | Fidesz        |        |
| 23  |            | Katalin Szili (°1956)             | 15 mei 2002       | 14 september 2009 | MSzP          |        |
| 24  |            | Béla Katona (°1944)               | 15 september 2009 | 13 mei 2010       | MSzP          |        |
| 25  |            | Pál Schmitt (°1942)               | 14 mei 2010       | 5 augustus 2010   | Fidesz        |        |
| 26  |            | László Kövér (°1959)              | 6 august 2010     | nu                | Fidesz        |        |